# 救世主显圣容教堂

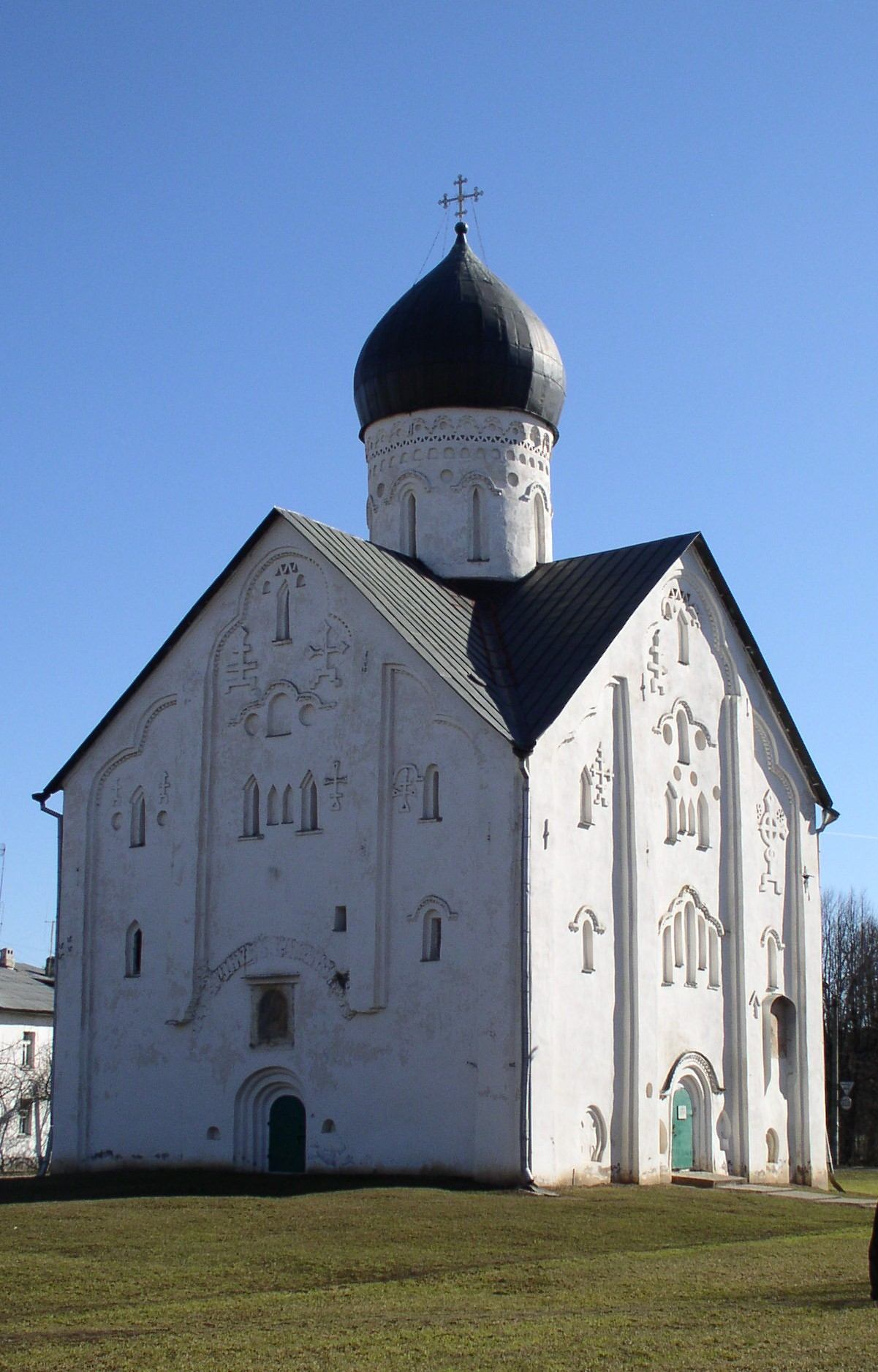
显圣容教堂，大诺夫哥罗德以利亚街

救世主显圣容教堂（俄语：Церковь Спаса Преображения на Ильине улице）是一个前俄罗斯正教会教堂，位于大诺夫哥罗德的以利亚街市场以东。目前的建筑建于1374年，壁画由希腊的塞奥法尼斯绘于1378年。一些重要的壁画仍然存在，包括穹顶的基督像。 目前建筑是一座博物馆，诺夫哥罗德州博物馆-保护区的一部分。
最迟在12世纪，这里已经有一座教堂，圣母像最初安置于此。根据传说，在1169年苏兹达尔人攻城期间，以利亚总主教将圣母像从该堂带出，穿过沃尔霍夫河到对岸的克里姆林。据说圣像奇迹般地拯救了城市。因此，圣母像象征该市及其独立。圣母像后来转移到专门保存该圣像的圣母教堂，建于17世纪，毗邻显圣容教堂。在苏联时期它被保存在博物馆里，现在保存在圣索菲亚主教座堂。

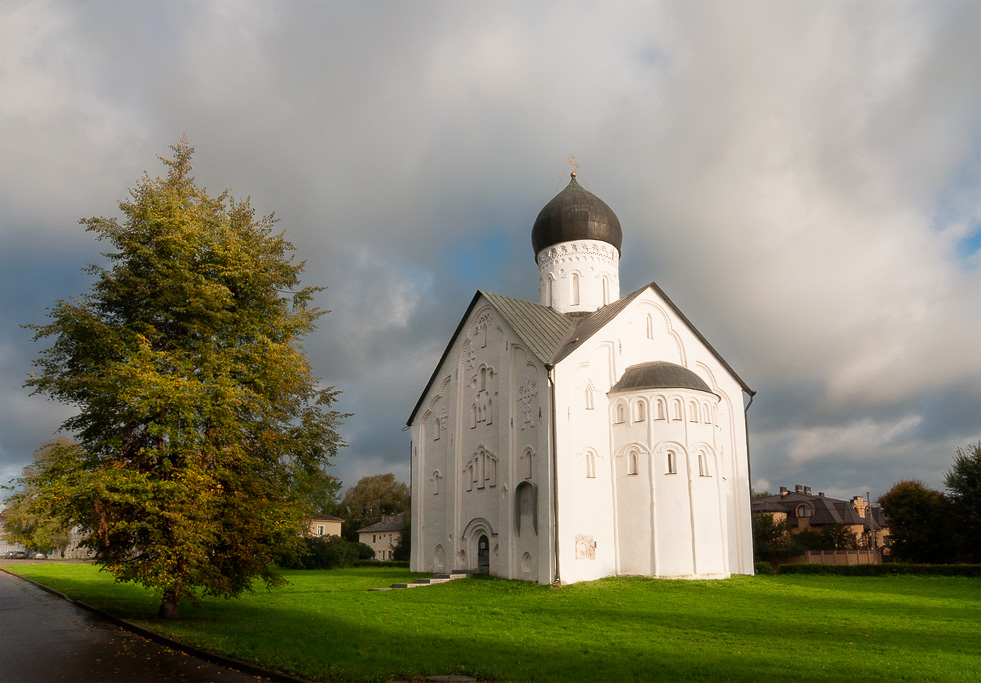
显圣容教堂，大诺夫哥罗德以利亚街

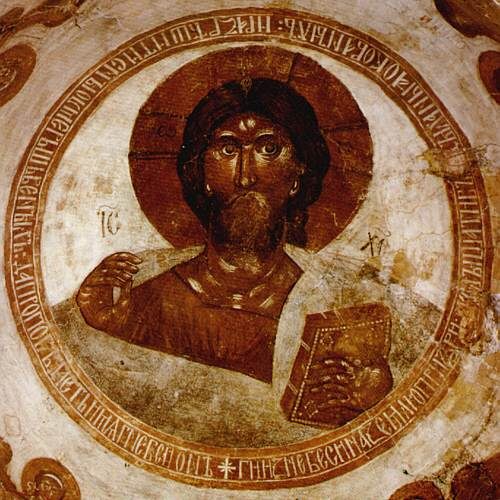